# Манкель, Ивес
Ивес Манкель (нем. Yves Mankel, 12 ноября 1970, Гота, округ Эрфурт, ГДР) — немецкий саночник, выступавший за сборную Германии с 1991 года по 1996-й. Серебряный призёр зимних Олимпийских игр в Альбервиле, обладатель серебряной медали чемпионата мира, чемпион Европы и дважды серебряный призёр Кубка мира.

## Биография
Ивес Манкель родился 12 ноября 1970 года в городе Гота, федеральная земля Тюрингия. Активно заниматься санным спортом начал в возрасте восьми лет, в 1991 году прошёл отбор в национальную сборную и в паре с Томасом Рудольфом стал принимать участие в различных международных соревнованиях. На домашнем чемпионате мира в Винтерберге завоевал серебряную медаль мужского парного разряда, а после окончания всех кубковых этапов расположился в мировом рейтинге сильнейших саночников на второй строке. Благодаря череде удачных выступлений удостоился права защищать честь страны на зимних Олимпийских играх 1992 года в Альбервиле, где впоследствии выиграл серебро. Кроме того, в составе смешанной немецкой команды стал чемпионом Европы на прошедших соревнованиях в Винтерберге.
На европейском первенстве 1994 года в Кёнигсзее Манкель взял бронзовую награду в парном разряде и серебряную в программе смешанных команд. В Кубке мира сезона 1995/96 во второй раз поднялся до второй позиции общего зачёта, пополнив медальную коллекцию ещё одним серебром. Так как конкуренция в сборной на тот момент сильно возросла, вскоре после этих соревнований Ивес Манкель принял решение завершить карьеру профессионального спортсмена, уступив место молодым немецким саночникам.